# Rukia
Rukia là một chi chim trong họ Zosteropidae.